# Polaribacter
Polaribacter ist eine Gattung von Bakterien. Der Name deutet auf den Fundort hin, die ersten gefundenen Stämme dieser Gattung wurden aus polarem Eis isoliert.

## Eigenschaften
Die Zellen von Polaribacter sind gerade oder leicht gekrümmte Stäbchen, können aber auch lange Filamente bilden. In alternden Kulturen können auch Kokken gebildet werden. Bei den bis zum Jahr 2010 beschriebenen Arten variiert die Zelllänge je nach Form zwischen 0,8 bis 48 μm und die Breite zwischen 0,25 und 1,6 μm, abhängig von der jeweiligen Art, dem Wachstumsmedium, der Temperatur und dem physiologischen Zustand der Kultur. Die meisten Arten sind nicht beweglich. Einige Arten bilden Gasvesikel. Sporen werden nicht gebildet. Die Gram-Färbung verläuft negativ.
Die Kolonien produzieren gelbe, orange, lachsfarbene oder rosa Pigmente. Hierbei handelt es sich aber nicht um Flexirubine, die von vielen anderen verwandten Gattungen produziert werden. Die Bakterien wachsen gut in marinen Medien oder in Medien, die mit Natriumchlorid (NaCl) ergänzt wurden.

## Stoffwechsel
Die Arten von Polaribacter sind heterotroph und nutzen somit organische Verbindungen als Energiequelle und zum Aufbau zelleigener Stoffe. Weiterhin sind sie auf Sauerstoff angewiesen (aerob).
Sie können eine Vielzahl von Kohlenhydraten, organischen Säuren und einige Aminosäuren nutzen. Stärke wird hydrolysiert. Sie lassen sich auch auf Hefeextrakt kultivieren. Der Oxidase-Test und der Katalase-Test verlaufen positiv. Das dominierende Chinon ist das Menachinon 6 (MK-6). Einige Arten besitzen das Membranprotein Proteorhodopsin. Hiermit wird an der Cytoplasmamembran ein Protonengradient aufgebaut. Das Protein nutzt hierfür Lichtenergie und pumpt Protonen nach außen, die gebildete protonenmotorische Kraft wird dann für die Bildung von ATP genutzt. Arten mit diesen Proteinen besitzen meist eine helle orange Färbung, da hierfür noch β-Carotin benötigt wird. Beispiele hierfür sind Polaribacter filamentus, P. irgensii und P. dokdonensis.

## System
Polaribacter wird innerhalb der Systematik zu der Familie der Flavobacteriaceae gestellt und zählt somit zu der sogenannten Cytophaga-Flavobacterium-Bacteroides Gruppe. Die erste beschriebene Art (Typusart) ist Polaribacter filamentus. Sie wurde von John J. Gosink und Mitarbeitern im Jahr 1998 eingeführt.
Es folgt eine Liste einiger Arten (Stand: 22. August 2020):
- Polaribacter aquimarinus  Xu et al. 2020
- Polaribacter butkevichii Nedashkovskaya et al. 2005
- Polaribacter dokdonensis  Yoon et al. 2006
- Polaribacter filamentus  Gosink et al. 1998
- Polaribacter franzmannii  Gosink et al. 1998
- Polaribacter irgensii  Gosink et al. 1998
- Polaribacter marinivivus  Park et al. 2015
- Polaribacter reichenbachii Nedashkovskaya et al. 2013
- Polaribacter sejongensis  Kim et al. 2013
- Polaribacter septentrionalilitoris  Choo et al. 2020
- Polaribacter sp. AHE13PA [P. sp. AHE53.11] (DSM 111061)[1][2][5][A. 1]

## Ökologie
Die meisten Arten tolerieren tiefe Temperaturen, sie sind psychrotolerant (von altgriechisch psychrós „kalt“). So zeigt die Art Polaribacter filamentus noch Wachstum bei Temperaturen um −1,5 °C. Es sind auch „salzliebende“ (halophile) und stenohaline (tolerieren nur geringe Schwankungen des Salzgehaltes der Umgebung) Arten vorhanden. Vorkommensgebiete sind Meere und Salzwasserseen. Funde stammen zum Beispiel aus polaren Salzseen, Meeresboden und von marinen Tieren und Pflanzen. Polaribacter ist eine
der häufigsten Gattungen in polaren Gewässern.

## Viren

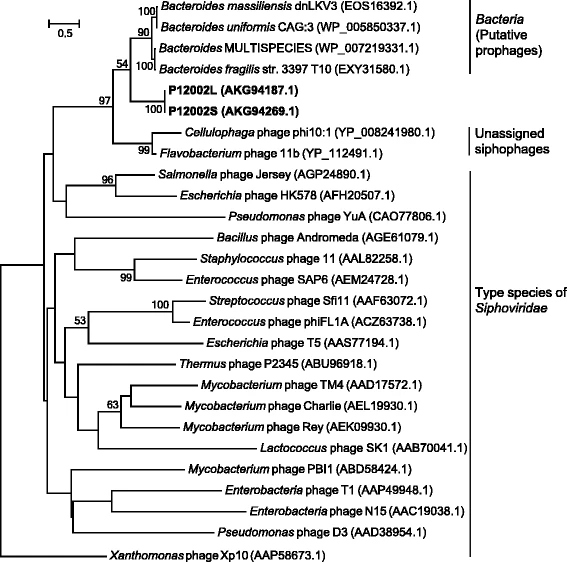
Phylogenetischer Baum verschiedener Viren, die Flavobacteriia infizieren.

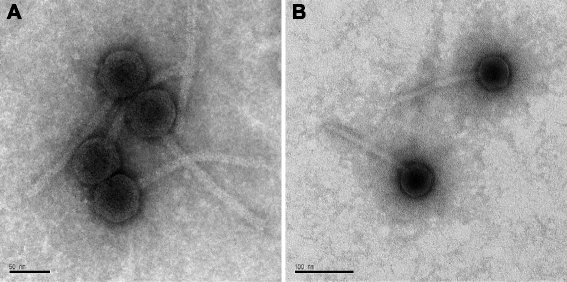
Siphoviren (Klasse Caudoviricetes), die Polaribacter-Stämme infizieren: Spezies Incheonvirus P12002L (Polaribacter-Phage P12002L, a) und Spezies Incheonvirus P12002S (Polaribacter-Phage P12002S, b). Die Kapsids erscheinen rund und dunkel, die Schwänze sieht man aus den Kapsiden herausragen.

Es sind zwei Arten von lytischen Phagen bekannt, die Mitglieder dieser Gattung infizieren: Incheonvirus P12002L und Incheonvirus P12002S (mit Polaribacter-Phage P12002L respektive P12002S).
Beide haben doppelsträngige DNA mit Virionen, die isometrische Köpfe und nicht-kontraktile Schwänze aufweisen (Klasse Caudoviricetes, Morphotyp: Siphoviren)
Die Lyse der Bakterien durch diese Viren ist ein wichtiger Faktor für Veränderungen in der Zusammensetzung mikrobieller Gemeinschaften.
Ein weiterer Phage kann Polaribacter-Vertreter infizieren: Cellulophaga-Phage Nekkels_1 (Spezies Nekkelsvirus Nekkels, Fam. Assiduviridae). Sein eigentlichger Wirt ist zwar von der Gattung Cellulophaga (wie Polaribacter von der Fam. Flavobacteriaceae), aber er kann auch Polaribacter sp. AHE13PA infizieren, wenn auch mit geringerer Effizienz.